# Залевський Володимир Миколайович
Залевський Володимир Миколайович (15 липня 1918 — 5 липня 1943) — льотчик-винищувач, командир ланки 157-го винищувального авіаційного полку 4-ї ударної армії Калінінського фронту, лейтенант, Герой Радянського Союзу. (рос.)

## Біографія
Народився 15 липня 1918 року на станції Деканська, Перевальського району Ворошиловградської області (сьогодні — місто Артемівськ, Донецької області), у родині селянина.
Закінчив неповну середню школу. У 1937 році після закінчення місцевого аероклубу, був призваний до лав Радянської армії. Закінчив Чугуєвське військове училище льотчиків у 1940 році.
З перших днів Великої Вітчизняної війни воював на фронті. В одному із боїв був збитий і, втративши свідомість, потрапив у полон. Але незабаром, вбивши конвоїра, втік і з допомогою партизанів повернувся до свого полку.
Станом на квітень 1943 року командував ланкою 157-го винищувального авіаційного полку протиповітряного захисту 4-ї ударної армії Калінінського фронту. Загинув 5 липня 1943 року в повітряному бою на Курській дузі.